# 장차오얼
장차오얼(중국어 간체자: 张乔耳, 병음: Zhāng Qiáo‘êr, 한자음: 장교이, 1997년 8월 12일 ~ )은 중국의 배우이다.